# Andrena corssubalpina
Andrena corssubalpina är en biart som beskrevs av Theunert 2006. Andrena corssubalpina ingår i släktet sandbin, och familjen grävbin. Inga underarter finns listade i Catalogue of Life.